# 三道坑镇
三道坑镇，原名木叶溪乡，是中华人民共和国湖南省怀化市芷江侗族自治县下辖的一个乡镇级行政单位。

## 行政区划
三道坑镇下辖以下地区：
小渔溪村、地婆溪村、枫木坪村、木叶溪村、黄土田村、恶滩村、千公牛村、细米溪村、茶坪村、芷溪村和多一塘村。